# 江苏省镇江第一中学

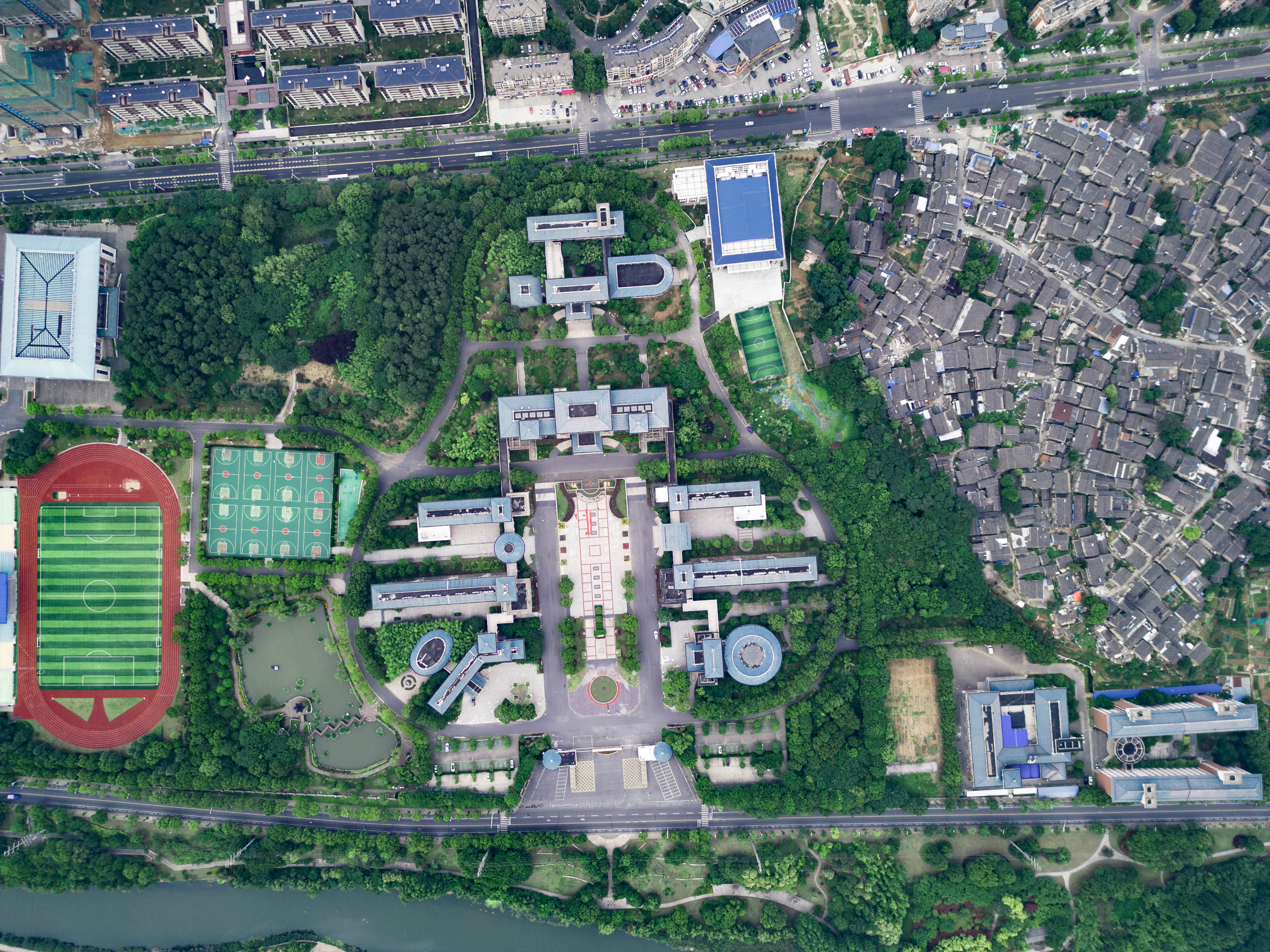
镇江第一中学鸟瞰图（局部）

江苏省镇江第一中学是镇江市教育局主管的一所公办高级中学，亦是国家级示范性高级中学、江苏省重点中学和江苏省四星级普通高中。省镇江一中位于江苏省镇江市京口区谷阳路208号。
镇江一中前身为始建于1937年4月的私立京江中学，由张海澄创办。1953年，该校改名为“镇江市第一中学”，2006年改名为“江苏省镇江第一中学”。学校旧时有分初中部和高中部，现仅有高中部。 2007年从原大学山校区搬迁至古运河畔的新校区。

## 校训
- 至诚无息

## 办学历史
- 由校长张海澄始创于1937年，前身是私立京江中学。
- 1952年，改为公立镇江第三中学。
- 1953年，更名为“镇江市第一中学”。
- 1959年，被确定为镇江地区重点中学。
- 1978年，被确定为省属十八所重点中学。
- 1980年，被确定为江苏省首批办好的重点中学。
- 1984年，被省教育厅确定为教改试点学校。
- 1999年，率先通过国家级示范性普通高中省级验收。
- 2003年，转评为省首批“四星级”高中。
- 2006年1月，经省教育厅批准，更名为“江苏省镇江第一中学”。

## 学生构成
江苏省镇江第一中学主要生源来自镇江第一外国语学校、镇江市外国语学校等学校。

## 校园环境
江苏省镇江第一中学，古木参天，校园内含后山，拥有澄心湖等自然景色。校园门口种植各类树木，运河穿城而过，野生动物在此嬉戏。校园较大，楼宇林立，校园里小树林随处可见。

## 学校领导
| 职务     | 名单                   |
| -------- | ---------------------- |
| 党委书记 | 吴铁俊                 |
| 校长     | 陆建根                 |
| 副校长   | 郭晓峰、龚保庆、邹建平 |